# Ludwig Fischer
Ludwig Fischer (Kaiserslautern, 16 aprile 1905 – Varsavia, 8 marzo 1947) è stato un politico e militare tedesco, ai tempi del partito nazista.

## Biografia
Dopo essersi iscritto al partito nazista tedesco nel 1931, divenne un militare delle SA, le squadre di azione nazista antenate delle SS, fino alla carica militare di colonnello.
Nel 1937 fu nominato anche membro del ministero nazista come direttore di tutti i detenuti del Terzo Reich.
Dopo la conquista della Polonia nel 1939, divenne quindi governatore del distretto di Varsavia, e poi co-responsabile delle violenze inflitte nel ghetto ebraico della città.
Ma il 9 agosto 1944 Fischer fu ferito durante le operazioni di liberazione; tentò quindi di fuggire da Varsavia il 17 gennaio 1945, ma fu poi catturato dagli alleati anglo-americani. Fischer fu condannato ufficialmente il 17 dicembre 1946 dalla Corte Suprema del Popolo, a Varsavia, con sentenza di morte mediante impiccagione.
Nella vita privata fu sposato con Freda Coblitz ed ebbe due figlie.